# Séminaire de Vagharchapat
Le séminaire de Vagharchapat est la première école supérieure du royaume d'Arménie chrétienne. Fondé par Mesrop Machtots et Sahak Partev entre 405 et 406 après la création de l'alphabet arménien par Machtots, il est actif jusqu'en 510, puis rouvert en 1441, après le retour du trône arménien de Sis (Cilicie) à Vagharchapat (Etchmiadzin).
Le séminaire moderne de Gevorg, créé dans les années 1870 en poursuit l'héritage.   